# Distrito electoral 6 (condado de Cedar, Nebraska)
El distrito electoral 6 (en inglés: Precinct 6) es un distrito electoral ubicado en el condado de Cedar en el estado estadounidense de Nebraska. En el Censo de 2010 tenía una población de 72 habitantes y una densidad poblacional de 0,95 personas por km².

## Geografía
El distrito electoral 6 se encuentra ubicado en las coordenadas 42°44′11″N 97°3′33″O / 42.73639, -97.05917. Según la Oficina del Censo de los Estados Unidos, el distrito electoral 6 tiene una superficie total de 75.4 km², de la cual 70.74 km² corresponden a tierra firme y (6.18%) 4.66 km² es agua.

## Demografía
Según el censo de 2010, había 72 personas residiendo en el distrito electoral 6. La densidad de población era de 0,95 hab./km². De los 72 habitantes, el distrito electoral 6 estaba compuesto por el 98.61% blancos y el 1.39% eran amerindios.